# 下沚江之战
下沚江之战，宋高宗建炎四年（1130年）至绍兴元年（1131年），南宋水军进攻洞庭湖杨么义军，在下沚江（今湖南省汉寿县东北）被杨么击败的水战。
1130年春，宋朝俘杀湖南义军首领钟相。杨么、夏诚、周伦等率众数十万，退守龙阳（今湖南省汉寿县），在港汊交错、岛屿险峻的洞庭湖中创建水寨，严密设防，继续与南宋官府抗衡。鼎澧镇抚使兼知鼎州程昌寓率军进剿，在鼎口（今湖南省常德市东，沅水入洞庭湖处）被杨么水寨义军击败。水手木匠高宣献车船（以脚踏木制机轮为动力的大型战船）图样，程昌寓令按图打造。招充水军，召募辰州（今湖南省沅陵县）、沅州（今湖南省芷江侗族自治县）、靖州（今湖南省靖州苗族侗族自治县）等州丁刀弩手，合为一军，专习水战，以报鼎口之耻。
1131年，程昌寓派新造车船及海鳅船队，攻打下沚江的夏诚水寨。夏诚水寨在下沚江口，西南面临陆，其余方向环水，寨内重城重壕，寨外设陷马坑，义军严守以待。下沚江窄狭，江水涨落不定，程昌寓却督军前进，抵达寨前，夏诚大开寨门，官军害怕而不敢攻入。当时是阴雨天气，众兵淹没泥淖多日，等到天晴，人马疲惫不堪。程昌寓想要撤军，下沚江水渐落，沚江口滩浅，车船不能出，义军冲杀，大败宋军。程昌寓仅乘海鳅船逃脱，车船及水手木匠高宣被义军缴获。
之后，各寨义军利用鼎州（今湖南省常德市）、德山、澧州（今湖南省澧县）、钦山、药山、夹山产的松杉樟楠等木材，改制创新十余种车楼大船，以轻便海鳅船配合，在洞庭湖多次击败宋军。